# つくば市立春日学園義務教育学校
つくば市立春日学園義務教育学校（つくばしりつかすががくえんぎむきょういくがっこう）は、茨城県つくば市春日二丁目にある、公立の義務教育学校。2016年（平成28年）3月31日まで法令上は春日小学校と春日中学校の名称で別組織となっていたが、開校当初より施設が小学校と中学校で完全に一体化しており、学校教育上も「春日学園」として1つの学校として運営されていた。
「どこよりも先に明日の教育に出会える学校」を掲げ、最先端の教育実践が日々試行されている。校名の「春日」は所在地の地名であるとともに、「春」・「日」の持つ生命力・始まり・エネルギー・若々しさという言葉のイメージを重ね、学園の目指す先進的な教育を表したものである。2019（令和元年）度の学校基本調査による春日学園義務教育学校の児童、生徒数は、約1300人、春日学園の教員数は約100人（特別支援学級を含む）。

## 概要
つくば市では市内全域で小中一貫教育を実施しており、義務教育学校となる2016年（平成28年）4月までは、つくば市唯一の施設一体型の小中一貫校であった。小中一貫教育を行うことを前提として新設された学校であることから、義務教育学校となる以前も小学校と中学校の境目が意識される機会はほとんどなかった。多くの教員が小中兼務として着任し、校長と副校長は春日学園で各1名であり、教頭が2名という体制が採られていた。小中兼務が可能な背景に、茨城県では小中両方の教育職員免許状（教員免許）を持つ教員が多く、小中両方での勤務経験があることが挙げられる。発達段階に応じて9年間を通した教育を実施するため、4・3・2制を基本とする。このため日本の他の地域における小学3年生を「3年生」、中学3年生を「9年生」と、9年間を通した学年で呼称する。ただし制服の着用や部活動の開始、定期テストの実施 は7年生からであるなど、他の地域の中学1年生と同じ部分もある。
校歌にあたる学園歌は、つくば市教育長の柿沼宜夫が作詞、土浦市在住で「つくばで第九」実行委員長の鶴田昭則が作曲した。学園歌には児童生徒と教師が春日学園と共に成長するようにとの願いが込められている。校訓はあえて制定せず、全体スローガン「春日学園 輝く明日へ!」と生徒会による「春日学園憲章」があるのみである。「春日学園憲章」は生徒会が自主的に制定したものであり、自主自律、自治的な校風が形成されつつある。。

## 施設
敷地面積は46,600m2、校舎は鉄筋コンクリート構造3階建てで、延床面積は17,470m2である。設計は若柳設計JV、施工は戸田建設。建設費は約24億4650万円であった。第26回茨城県建築文化賞土木部長賞を受賞している。
校舎は普通教室棟3棟、特別教室棟、体育館からなり、プール（屋根付き・屋外）を設ける。正門は東側にあり、正門をくぐってすぐの校舎が特別教室棟（管理棟を兼ねる）である。校舎の床や天井には木材が多用されている。開校当初は普通教室36室、特別教室14室が整備された。学校図書館に相当する「図書スペース」は廊下との間に壁を設けず、児童生徒が本に接しやすくしている。また図書スペースはコンピュータ室と合わせて「メディアスペース」と呼ばれる。コンピュータ室は2室あり、2021年まではWindowsを搭載したタブレット端末が180台設置されていた。コンピュータはシンクライアント方式で駆動し、座席はグループ学習に対応した配置となっている。2023年現在、児童生徒へ1人1台タブレットが配布されたため、コンピュータ室は、タブレット端末が撤去され、主に9年生(中学３年生)が使用する自習室として使用されている。職員室は「校務センター」と称され、ガラス張りとなっており、全学年の教員が集合している。
運動場は400mトラックである。
「環境共生を体験しながら学べるエコスクール」という設計コンセプトに基づき、環境に配慮した設備として、太陽光発電装置、太陽光発電温水器・集熱装置、燃料電池、雨水利用槽（散水・トイレ用）、緑のカーテン、自然通風装置を備える。

## 沿革

### 開校の経緯
つくば市は、首都圏新都市鉄道つくばエクスプレスの開業に伴う沿線人口の増加を見越して2003年（平成15年）から2004年（平成16年）にかけて都市基盤整備公団（現・都市再生機構）から春日二丁目の土地4.7haを取得した。直ちに学校の建設は行わず、市は沿線開発が進むまでの間、土地の一部3haを住宅生産振興財団へ貸し出し、同財団は「ハウジングギャラリーつくば」という住宅展示場をそこで運営した。2007年（平成19年）2月、つくば市は春日地区を学区とする葛城小学校と手代木中学校が近い将来に教室不足となると判断し、同財団に土地の返還を要請した。これを受け財団は住宅展示場を移転し、土地を明け渡すことを決定、つくば市は新校の建設に向けた準備に着手した。この時点では小学校と中学校を隣接地に建設する予定で、小中一貫教育は構想されていなかった。
その後、2007年（平成19年）11月に設置された新校建設の検討委員会の中で、土地が隣接することから小中一貫校とする構想が生まれ、先行する東京都品川区などの取り組みを参考に、小中一貫とする方針を2008年（平成20年）4月に決定した。この時点で新校の仮称は春日小・中学校とし、2012年（平成24年）4月の開校を目指すとしており、どちらも実現することとなる。2008年（平成20年）11月、「（仮称）春日小中学校建設基本計画」が策定され、2010年（平成22年）9月17日に校舎建設工事が着工した。
春日小・中学校の開校に先立ち、2008年（平成20年）から吾妻小学校・中学校を実践校として小中一貫教育に着手し、2009年（平成21年）4月には全市で小中一貫教育を推進すると正式に決定、実践校を増やして教育効果を検証した。

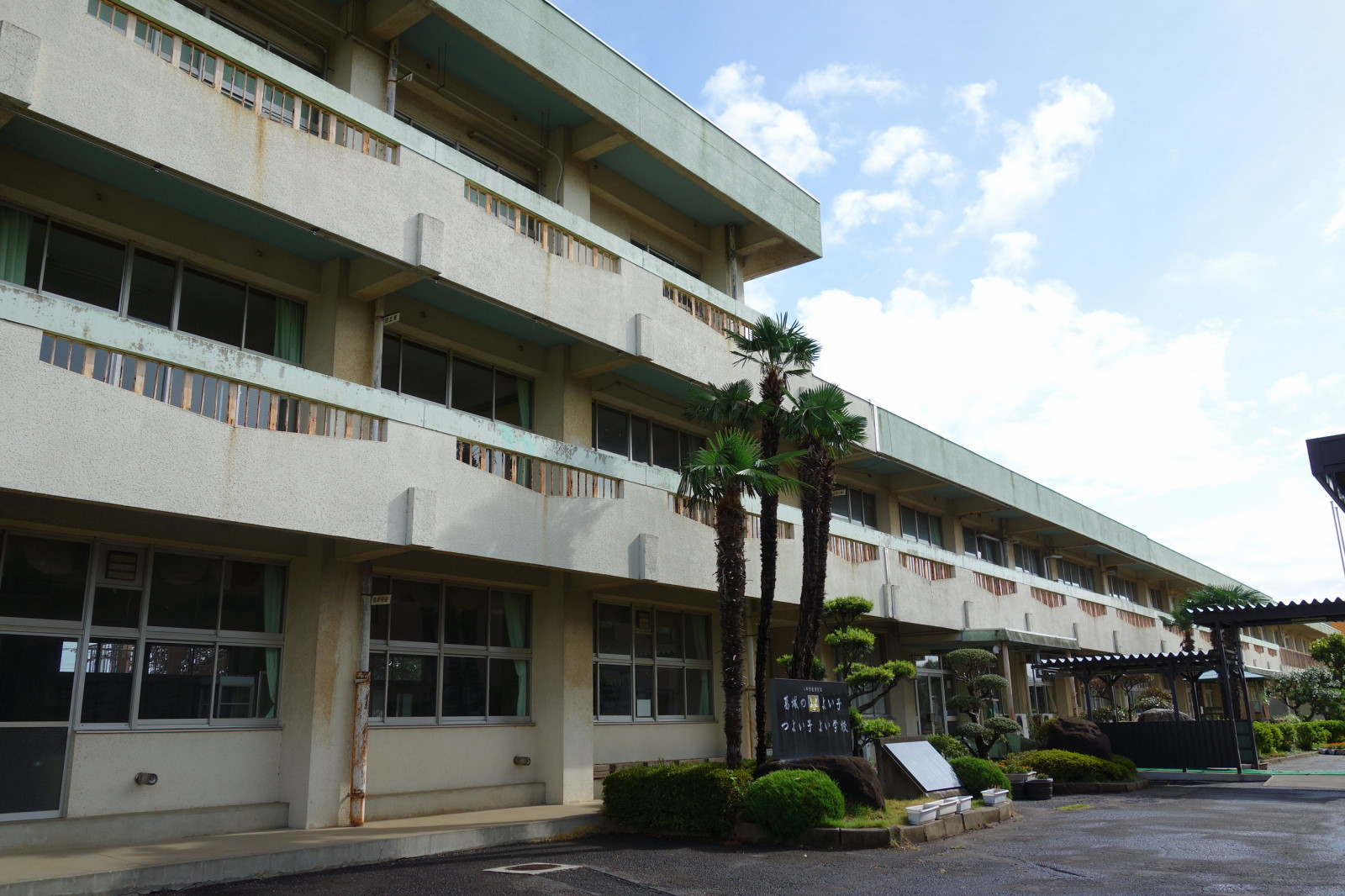
葛城小学校

市は葛城小学校の新築移転によって春日小学校を開校させるつもりで計画を進めていたが、葛城小出身の地元住民からの熱い要望により葛城小の存続が決定し、当時の葛城小の学区の北部を春日小へ切り離し、南部を葛城小のままとする方針が固まった。ところが葛城小の学区だが春日小へ入学・転校したい、またその逆の要望が保護者から殺到したため、市は開校初年度の学校選択を認めることとした。その結果、2011年（平成23年）6月実施の希望調査では、葛城小の全児童のうち89%に相当する481人が春日小への転入を希望するという結果となり、大規模校だった葛城小は2012年（平成24年）には一転して全校児童60人の小規模校へ変化する見通しとなった。市教育委員会は、児童が葛城小に100人程度残ると想定していたが、2011年（平成23年）3月11日に発生した東日本大震災で葛城小が被災したこと、新校の教育に対する保護者の期待、友人が春日小への転入を希望するので自分も春日小へ行きたいという児童が多かったことを受け、想定以上の児童減となった。市当局は、つくば市政地区別懇談会で住民からこの件について失敗ではないかと問われた際に、「教育というのは学校を残すためにあるのではなく、子供たちにより良い学校教育の場を提供することが一番の目的」であるとし、地元住民には葛城小の児童激減の可能性を十分説明してきたこと、新校の設置を見越して葛城小の学区内に住宅を建設した住民が多数いることを述べ、保護者や児童の希望通りの学校へ行けるようにする方針を表明した。
2012年（平成24年）3月、校舎が完成した。

### 開校
2012年（平成24年）4月5日、春日学園の開園式が挙行された。開園式には市長や教育長、地域住民ら160人が出席し、教育長の柿沼宜夫が「つくば市の未来を開くシンボル」と述べ、春日学園への期待を表明した。また教職員により校歌（学園歌）の斉唱が行われた。開園式に続いて校舎の内覧会が行われ、マスメディアなどに真新しい校内が公開された。始業式は4月6日、入学式は4月9日に挙行された。開校時点で春日小は24学級810人、春日中は5学級118人で、教職員は47人であった。春日学園は1995年（平成7年）の水戸市立国田小中学校以来の小中併設校であり、当初から小中一貫教育を行うことを意図して設置されたのは茨城県初であった。またつくば市立の中学校としては20年ぶりの新設校となった。
2013年（平成25年）に、つくばスタイル科の充実のために「考える時間」を新設した。
児童生徒数の増加により、教室不足が課題となったことから、2014年（平成26年）度に特別教室2教室とオープンスペースを改修して普通教室を5教室整備した。2015年（平成27年）度には普通教室の増築工事の予算が執行された。この工事では既存校舎の西側に鉄骨構造2階建て、普通教室14教室を備えた延床面積約1,400m2の増築校舎を建設するものである。
2014年（平成24年）、パナソニック教育財団の特別教育指定校となり、情報通信技術（ICT）を活用した思考・判断・表現力の育成を目指した研究が行われた。また同年11月19日につくば市が日本マイクロソフトとICT教育の実証研究協定を締結したことにより、竹園西小学校とともに実証研究校となった。同時に、春日学園単独で「Microsoft Showcase School 2015」に選定された。
2016年（平成28年）4月1日の義務教育学校制度開始により、つくば市立春日学園義務教育学校（つくばしりつかすががくえんぎむきょういくがっこう）に移行した。これにより、春日小学校・春日中学校の名称は廃止された。
さらに児童生徒数が増加したため、春日学園の学区の一部が2018（平成30年）4月に開校したつくば市立学園の森義務教育学校の学区になった。

## 教育の特色
校務分掌においては、1 - 4年生を前期、5 - 7年生を中期、8 - 9年生を後期として扱う。この「4・3・2制」の区切りは心身の発達段階に合わせたものである。卒業式は9年生のみを対象とし、6年生には卒業式を行わない。したがって卒業制作や卒業文集も制作せず、卒業式の予行に長時間を割くこともない。よって、6年生の授業時間数に余裕ができ、充実した教育を実施することができる。。なお、6年生には卒業式の代わりに学校行事として「感謝の会」が開かれる。
ICT教育など新しい教育法を採用し、ロシアやチリなど世界中から年間2,000人もの視察者を集めている。

### 高度な授業の実施
4年生から一部の教科で教科担任を導入し、中学教員によるチーム・ティーチング（TT）も実施される。5年生からはほとんどの教科で教科担任制が敷かれ、理科・算数の少人数授業や中学校の教員免許を保有する教員による授業も展開される。さらに市内の研究所や民間企業、筑波大学と連携し、日常的に外部講師が授業を受け持っている。
授業ではICT教育が行われており、電子黒板を利用してクラス全員の意見を瞬時に反映したり、教員が児童生徒の意見をグループ化したものなどを児童生徒のタブレット端末にフィードバックするなどといったことが行われる。ICT教育は五教科だけでなく、体育では器械体操のフォーム、音楽では演奏風景の録画・確認など技能系教科でも利用されている。教員はICT教育の専門家が集められているというわけではなく、春日学園に赴任して初めて端末に触れる教員も多く、校内研修や日常的な意見交換を通して端末操作が苦手な教員のフォローがなされる。

### 「考える時間」とプレゼンテーション能力の育成
論理的思考力の育成のために、1年生から6年生まで月1回の「考える時間」が特設されている。「考える時間」は、「分類」・「比較」などの思考スキルごとにテーマを設定し、分野横断的に思考力をはぐくむカリキュラムである。ここで導入されるのは8種の思考スキルと12種の思考ツールであり、黒板や付箋を用いて指導されてきたが、非効率で学級の枠を超えた授業展開が困難であったため、ICTを利用した協働学習ツールとタブレット端末を導入するようになった。なおタブレット端末導入には、パナソニック教育財団の助成金を得ており、日本マイクロソフトからはMicrosoft Surface50台の貸与を受けMicrosoft OneNoteの授業での活用も行われた。7年生以上には特別な時間は設けられないが、各授業で「考える時間」の思考実践が生きるように工夫される。こうした授業実践が功を奏し、全国学力・学習状況調査（全国学力テスト）の成績は開校以来上昇を続けている。
他の市内の小中学校と同様、つくば市独自の設定科目である「つくばスタイル科」を導入している。つくばスタイル科は、生活科・特別活動などを複合した科目であり、つくば市の9年間の教育の一貫性を保障する基幹科目となっている。この科目ではプレゼンテーションを重視しており、問題解決力や発信力を育成するだけでなく、手分けして作業を行うことで児童・生徒がそれぞれの得意なものを見つけ自己肯定感の高揚にもつなげる狙いがある。春日学園では、5 - 6人で1つのグループを作ってプレゼンテーションを行い、4 - 5月にプレゼンテーションのクラス代表を選抜し、6 - 7月にクラス代表によって学年代表を選抜、最終選考として前期・中期・後期の各ブロックの最優秀賞を9月のブロック集会で選抜し、同月の文化祭で表彰を行う。高学年になると、英語でのプレゼンテーションも行われる(3分間)。更に優秀なものは、つくば市のプレゼンテーションコンテストへ出場する。このプレゼンテーションは、春日学園における日頃の学習成果を発表する集大成の場と位置付けられている。

### 異学年との交流
学年の混在した「縦割り清掃」の実施や、複数学年による「ブロック集会」の開催など、日常的な異学年交流が実現している。中学生相当の生徒が小学生相当の児童に教えるという行動も多く見られる。特に1 - 9年生が混在したグループで掃除を行う「縦割り清掃」は毎週月、水、金曜日行われ、7 - 9年生が中心となって低学年の児童に掃除の仕方を教えている。学校行事においては、運動会と体育祭は別日程で行われ、1 - 6年生の参加する運動会では、6年生のリーダーシップの発揮を見て取ることができる。文化祭である「春日学園祭」は、2020年までは、4年生以下の児童が「お客さん」として、5年生以上の出し物に参加していた。。2015年（平成27年）には、ヤマハの協力を得て、2年生と6年生の協働学習としてiVOCALOIDを使った楽曲作りの授業が行われた。
2022年からは、｢春日学園祭｣に名前を変え、主に学年ごとの作品展示、有志によるステージ発表や、中学生によるクラス対抗の合唱祭が生徒会主導の下行われている。。
開校当初は、上級生にあたる8年生と9年生の人数が少なかったため、日常的な異学年交流はうまく機能しなかったが、2015年（平成27年）時点では状況が好転している。

## 学校行事
以下は2023年（令和5年）度の行事予定による。
- 4月 - 始業式、入学式、修学旅行（9年生）
- 5月 - 運動会（1 - 6年生）
- 7月 - ディズニーアカデミー（8、9年生）※9年生が参加したのは2023年度のみ。2023年度の9年生は2022年度に職業体験が実施できなかったため。通常は8年次で行う。
- 9月 - 体育祭　（7 - 9年生）、春日学園祭（5 - 9年生）
- 10月 - 校外学習（1、2、4年生）、始業式、宿泊学習（5、6年生）
- 1月 - 宿泊学習（7年生）
- 3月 - 卒業式、修了式

## 部活動
2023年（令和5年）現在、（男・女）表記のあるものは男子・女子で分かれている部活動を示す。
運動部
- 剣道部
- サッカー部
- 卓球部
- テニス部（男・女）
- バスケ部（男・女）
- バドミントン部
- バレー部（女子）
- 野球部
- 陸上部

文化部
- 吹奏楽部
- 科学部
- 美術部

## 学区
学区は以下の通りである。開校時、最も遠い児童生徒は4㎞の道のりを通学した。
- 学園の森三丁目（14 - 31番地に限る）
- 下平塚
- 西平塚
- 東平塚（学園の森二丁目以西の区域を除く）
- 春日（一 - 四丁目）
- 苅間（県道取手つくば線〔新都市中央通り〕以北）
- 研究学園六丁目・七丁目（3 - 14番地を除く）

## 主な出身者
バレーボール
- 秋本美空[45]（バレーボール選手、全日本中学選抜認定選手、日本代表）